# Urosphen
ne pas confondre avec le genre de passereaux : Urosphena
Urosphen dubius, Urosphenidae
Famille
Genre
Espèce
Urosphen est un genre fossile de poissons osseux. C'est le seul genre de la famille des Urosphenidae à laquelle il a donné son nom. 
L'espèce Urosphen dubius est décrite à partir du même fossile.

## Classification
Le genre Urosphen a été créé en 1842 par le paléontologue suisse et américain Louis Agassiz (1807-1873).
Il appartient à la famille des Urosphenidae (des poissons-cornets proches des Fistulariidae actuels), et à l'ordre des Syngnathiformes,.
L'espèce Urosphen dubius est décrite par Henri-Marie Ducrotay de Blainville en 1918.
Une autre espèce, créée par Louis Agassiz en 1835, Urosphen fistularis, n'est plus retenue[réf. nécessaire], mais est toujours référencée par Paleobiology Database en 2023.
Dans les inventaires de Giorgio Carnevale (d) et Alexander Fedorovich Bannikov (d) en 2014,, seule l'espèce Urosphen dubius, décrite par Henri-Marie Ducrotay de Blainville en 1818, est rattachée au genre.

## Découverte et datation
Les fossiles très bien préservés d'Urosphen dubius ont été découverts sur le célèbre site paléontologique (Lagerstätte) du Monte Bolca sur la zone dite de « Pesciara », en Vénétie (nord de l'Italie). Urosphen a vécu dans les lagons tropicaux de l'océan Téthys, précurseur de la Méditerranée, au cours de l'Éocène inférieur (Yprésien), il y a environ entre 49 et 48,5 Ma (millions d'années),.
L'environnement péri-récifal tropical de l'Éocène du Monte Bolca est sous influence à la fois côtière et de mer ouverte. Dans cet environnement, les fossiles ont été préservés dans des sédiments calcaires laminés, déposés dans une dépression à faible énergie, sous un environnement anoxique.

## Description
Ce poisson est réputé de taille modeste, inférieure à 20 centimètres de long. Cependant en 2018, la photographie d'un spécimen, référencé NHMUK PV P 15638 dans une publication de Matt Friedman (d) et Giorgio Carnevale montre un spécimen de 80 centimètres.
Son corps est extrêmement long, mince et allongé. La tête est étroite, munie de grands yeux et d'un museau allongé en forme de mince tube avec un bouche très étroite en position terminale. La nageoire dorsale est située dans le tiers postérieur du corps, à l'opposé de la nageoire anale.
Ce genre se rapproche des poissons-cornets tropicaux actuels qui appartiennent à la famille des Fistulariidae.
C'est l'un des nombreux genres de Syngnathiformes qui vivait dans l'environnement péri-récifal et peu profond de l’Éocène du Monte Bolca.